# كريس بارنز
كريس بارنز (بالإنجليزية: Chris Barnes)‏ هو ممثل أمريكي، ولد في 24 يونيو 1965.

## وصلات خارجية
- كريس بارنز على موقع IMDb (الإنجليزية)
- كريس بارنز على موقع قاعدة بيانات الفيلم (الإنجليزية)